# 橫向插槽
在一次世界大戰到二次世界大戰左右，有很多的槍械彈匣都是橫向插槽供彈，但大多都是衝鋒槍為主，比如說德國的MP18和MP28衝鋒槍、英國的斯登衝鋒槍和史特林衝鋒槍，還有日本的百式衝鋒槍等都是屬於橫向插槽供彈。衝鋒槍之外就以德國的FG42傘兵步槍與瑞士的索洛圖恩S-18/100、索洛圖恩S-18/1000和索洛圖恩S-18/1100也是橫向插槽供彈，而機關槍很多基本上也算是一種橫向供彈，比如說像日本的92式重機槍就是使用保彈板橫向供彈。而美國的M1941強生機槍則是使用彈匣橫向供彈。